# Park Miłości (Lubniewice)

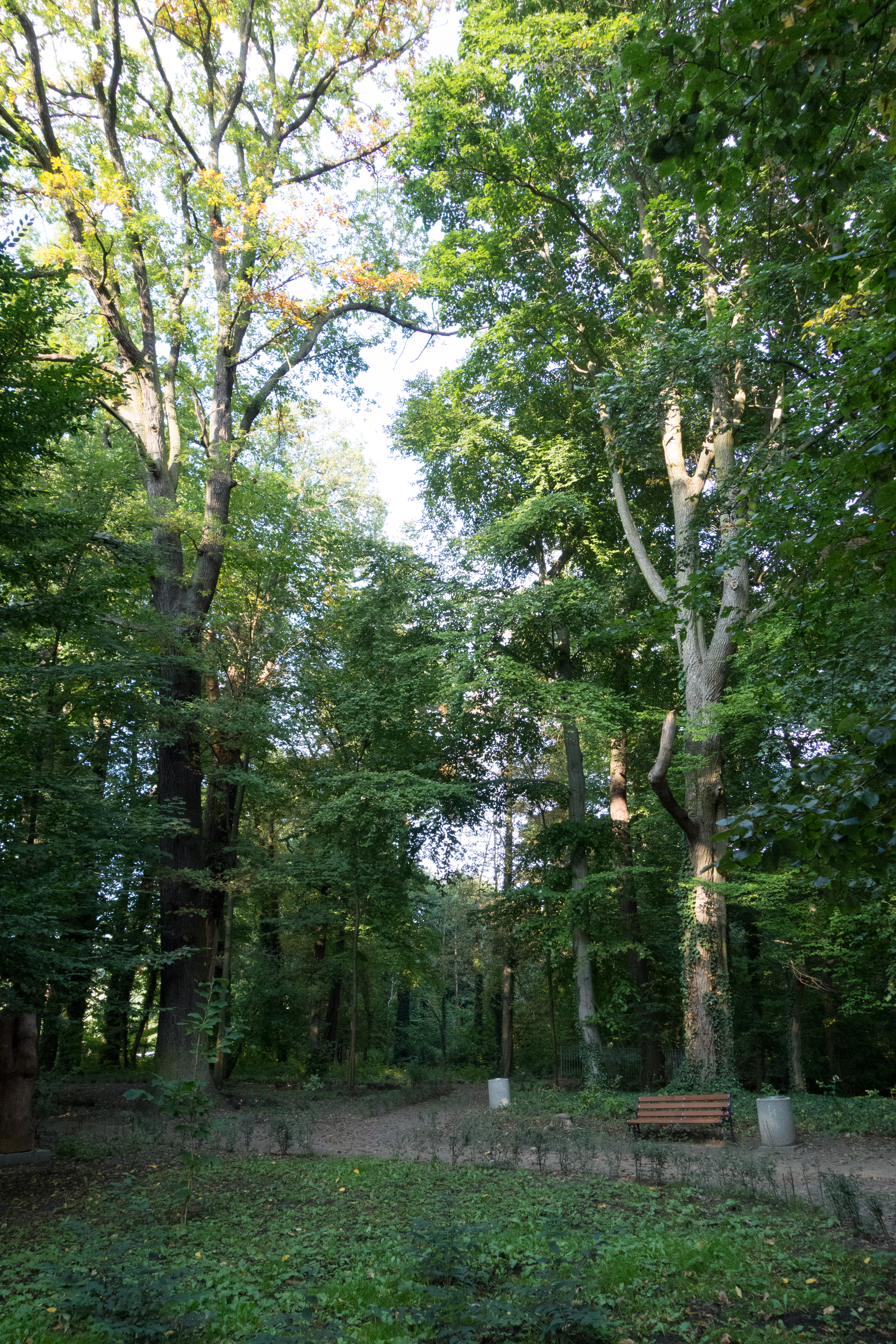
Park Miłości

Park Miłości im. dr Michaliny Wisłockiej – park w Lubniewicach, w zabytkowym parku nad jeziorem Lubiąż, między Starym i Nowym Zamkiem. Park powstał w ramach "Międzynarodowego Pleneru Inicjatyw", realizowanego od 15 do 28 kwietnia 2012 roku. Jest hołdem złożonym dr Michalinie Wisłockiej, która właśnie w Lubniewicach przeżyła swoją wielką miłość.
W parku znajdują się rzeźby, które nawiązują do szeroko pojętej tematyki miłości - rodzicielskiej, partnerskiej czy do przyrody. Rzeźby powstały na zorganizowanych specjalnie warsztatach rzeźbiarskich.
Projekt współfinansowany był ze środków Europejskiego Funduszu Rozwoju Regionalnego w ramach Programu Operacyjnego Współpracy Transgranicznej Polska(Województwo Lubuskie) – Brandenburgia 2007-2013, Fundusz Małych Projektów i Projekty Sieciowe Euroregionu „Pro Europa Viadrina” oraz budżetu państwa.
Na odrestaurowanym "Mostku Miłości" pary wieszają kłódki symbolizujące trwałość uczuć. Obok znajduje się zakątek z "Ławeczką Miłości".